# Општина Костајница
Општина Костајница (раније Босанска Костајница и Српска Костајница) је општина у Републици Српској, БиХ. Сједиште општине је насељено мјесто Костајница. Према прелиминарним подацима пописа становништва Агенције за статистику Босне и Херцеговине, на попису становништва 2013. године у општини је пописано 5.977 лица.

## Насељена мјеста
Општина Костајница има површину од 85,12 km², чине је подручје града са 11 села, и једна је од најмлађих општина у Републици Српској (формирана 1995. године). Подручје општине Костајница чине насељена мјеста: Горња Слабиња, Грдановац, Гумљани, Зовик, Календери, Костајница, Мракодол, Мраово Поље, Петриња, Побрђани, Подошка и Тавија.

## Историја
Људске насеобине на подручју општине Костајнице познате су још из периода «Вучедолске културе». Према пронађеним остацима и сачуваним документима познато је да се још у ери старог Рима на подручју територије садашње општине Костајница одвијао жив трговачки саобраћај преко ријеке Уне. Захваљујући таквом положају, Костајница је била већ тада значајно насеље са изграђеним римским водоводом. Назив Костајница се као топоним први пут спомиње 1258. године. Током средњег вијека Костајница, као значајно трговачко насеље и тврђава, је у саставу Угарске краљевине тј. у посједу властеле која признаје угарску круну. Након 1513. године (побједа Турака код Дубице) у сталном ратовању мијењају се сљедећи господари: Османско царство и Хабзбуршка монархија, касније Аустроугарска монархија. Као саставни дио краљевине Илирије, 1809. године подручје Костајнице долази под власт Наполеона, и остаје до 1814. године. За вријеме француске владавине саграђен је дрвени мост између двије Костајнице који је олакшавао проток роба и људи. Једини тада мост на Уни служио је за превоз робе која је ишла са Средњег истока за Европу и обрнуто. Послије краткотрајне француске управе Костајница поново потпада под турску власт 1814. године. У периодима турске владавине становништво овог краја је подизало бројне буне. Најпознатија је Пецијина буна 1858. године коју су подигли хајдуци Петар Петровић Пеција и Петар Гарача. 1878. год Костајница поново потпада под аустријску власт и остаје све до завршетка Првог свјетског рата. За вријеме Аустроугарске Костајница је била прво котар, а касније испостава босанско-новског котара. За вријеме Краљевине Југославије Костајница је развијен трговачко-занатски центар. Током Другог свјетског рата становништво овог краја масовно је учествовало у борби против фашизма. О томе свједочи легендарна Баљска чета која је била састављена од бораца углавном регрутованих са овог подручја. Поред палих бораца, као жртве рата фашистичког терора живот је изгубило 1.848 житеља општине. Њихова стратишта су Јасеновац, Земун, Бајића јаме и Зечево Брдо. Након Другог свјетског рата Костајница под називом Босанска Костајница егзистира као Општина у саставу босанско-новског, а касније приједорског среза.
Општина Костајница постојала је до 1963. године, када је уз још неколико општина у СР БиХ, СФРЈ (Козарац, Љубија, Ивањска, Равно, Челић и друге) укинута и њена територија подељена и припојена тадашњим општинама Босански Нови (данас општина Нови Град) и Босанска Дубица (данас општина Козарска Дубица). У току распада Југославије, поново је успостављена као посебна општина. Општина Костајница у цјелини је у саставу Републике Српске од њеног настанка 1992. године. Име граду и општини промењено је у Српска Костајница, а новијим уредбама прво јој је враћено предратно име Босанска Костајница (одлука ОХР-а), а потом садашњи назив Костајница (одлука Народне скупштине Републике Српске). Прва сједница Скупштине општине општине Костајница (тадашње Српске Костајнице) одржана је 2. априла 1995. године, те се овај датум обиљежава као Дан општине.

## Географски положај
Општина Костајница смјештена је на сјеверозападном дијелу Републике Српске и Босне и Херцеговине и представља један од крајева њеног географског пружања сјевероисток - југозапад (Костајница-Требиње). Територија општине Костајница се налази на десној обали ријеке Уне (око 40 км од њеног ушћа у ријеку Саву). Сјеверну и сјеверозападну границу чини ријека Уна, која је уједно и граница према Републици Хрватској, јужну границу чини општина Нови Град, а источну границу чини општина Козарска Дубица. С обзиром на величину, општина је малог пространства (85 км квадратна).
Најзначајнији путни правци на подручју општине су магистрални пут М-14 (Бихаћ - Босанска Крупа - Нови Град - Костајница - Козарска Дубица - Градишка) и регионални пут Р-475 (Костајница - Приједор), а велики значај има и гранични прелаз са Републиком Хрватском који се налази на самом улазу у центар града. Подручје општине захвата и жељезнички правац Загреб - Бања Лука, који на подручју Костајнице улази у насељу Грдановац. Регионални положај Костајнице (саобраћајнице, тржиште), као и оријентација према западној Европи су велика предност Костајнице. Општина Костајница је од Бања Луке удаљена око 100 км, Загреба око 90 км, а од Приједора 50 км. Са својих једанаест сеоских насеља и градом, Општина Костајница по функционалној регионализацији припада приједорској регији. Данас је значајније изражен утицај Приједора као регионалног средишта на простору општине Костајница. Град Костајница лежи највећим дијелом на алувијалној равни ријеке Уне (до 110 метара надморске висине) и на нижим унским ријечним терасама (110—120 м.н.в.). Сеоска насеља општине су јужније од града и на нешто већим надморским висинама до 400 м.

### Природно географске карактеристике
У погледу рељефа територија општине Костајница може се подијелити на брдовито-брежуљкасти дио, на који отпада 3/4 општине са највишим брдима: Пастирево, Баљ и Ум и равничарски дио тј. долина ријеке Уне, на који отпада 1/4 територије општине. Подручје општине Костајнице је богато изворима питке воде,рјечицама и поточићима. Велики дио подручја ово општине прекривено је шумским прекривачем. Шумовити предјели су богати буквом, грабом, цером, храстом, липом, багремом и брезом, а посебно треба истаћи присуство питомог кестена на подручју брда Баљ. Општина Костајница поред свог средишта (територије града Костајнице) посједује и остала насеља које чини рурални дио општине. Рурални дио општине се дијели на 3 дијела:
- Низинско подручје - долина ријеке Уне,
- брдско-брежуљкасто подручје - Горњи плато,
- долина Стригове.

Низинско подручје се налази у сјеверном дијелу општине и захвата првенствено подручје долине ријеке Уне, због чега се ова два назива често могу користити наизмјенично, иако се у потпуности не преклапају. Ово подручје општине Костајница обухвата насељена мјеста: Петриња, Тавија и Грдановац. Када се погледа карта територије општине Костајница, може се уочити да ова територија није јединствена, јер је сјече само урбано подручје града Костајнице и насеље Мракодол. Укупна површина подручја обухвата 2.437 хектара: 33% површине земљишта је под ораницама и баштама, 45% под шумама, 3% под воћњацима и 13% заузимају пашњаци и ливаде и представља најнасељеније рурално подручје општине. Развијено је ратарство, сточарство и, у мањем обиму, воћарство. У шумама низинског подручја се истиче питоми кестен.
Горњи плато представља брдско-брежуљкасти дио општине Костајница и захвата њене јужне и централне дијелове. Ово подручје општине Костајница обухвата насељена мјеста: Горња Слабиња, Календери, Подошка, Гумњани и Побрђани. Укупна површина подручја обухвата 3.506 хектара, од тога је 42% површине под ораницама и баштама, 39% под шумама, 2% под воћњацима и 14% представљају пашњаци и ливаде. Иако му је површина највећа од свих руралних цјелина општине Костајница (поред урбаног центра - Костајнице), Горњи плато је најрјеђе насељено подручје ове општине. Подручје је богато шумама питомог кестена. Земљиште и положај подручја су погодни за развој воћарства.
Долина Стригове представља равничарско-брдски дио општине Костајница и захвата њене источне дијелове. Ово подручје је и прелазно подручје између горепоменута два, јер дио који се директно наслања уз рјечицу Стригову је равничарски дио и са својим елементима је веома сличан предјелима долине ријеке Уне (посебно дио гдје се Стригова улијева у Уну), док се дио који се удаљава од овог водотока постепено пење и прелази у брежуљке и брда, те подсјећа веома на предјеле Горњег платоа. Ово подручје општине Костајница обухвата само два насељена мјеста: Мракодол и Мраово Поље. Укупна површина подручја обухвата 2.138 хектара, од тога је 63% површине под шумама, 20% под ораницама и баштама, 12% под пашњацима и ливадама, а 2% под воћњацима. Подручје је слабо насељено и једна од главних особености подручја је да је земља погодна и за ратарство и за воћарство.

### Хидрографија
Општина Костајница за своју површину је изузетно богата хидрографским потенцијалом који чине:
- ријека Уна,
- њена притока рјечица Стригова, те
- мањи водотоци: Мачковац, Вучијак, Тавија и Бубњарица.

Ријека Уна представља најзначајнији водоток општине Костајница. Она извире подно планине Чемернице у Хрватској и улијева се у ријеку Саву код Јасеновца. Укупна дужина ријеке Уне износи 212 km, а укупна дужина водотока ријеке Уне на подручју општине Костајница износи отприлике 16 km. У овом предјелу Уна има обиљежје мирније низинско-панонске ријеке и све је плића услијед таложења кречњака који ствара седру. Уна погодује различитим спортско-рекреативним активностима као што су купање, риболов, вожња чамцима, а посебно је атрактивна током љетњег периода, када њену обалу преплави мноштво купача и излетника.
Рјечица Стригова настаје у селу Стригови и улијева се у ријеку Уну у насељу Мракодол. То је брдска рјечица која у горњем и средњем току има
мјестимичне каскаде, док у доњем току има вирове дубоке и по неколико метара. Притоке рјечице Стригове су Мекиња, Јабланац, Календровац и Студена са притоком Јаворова ријека, те потоци: Студена, Рисојевића јарак, Палешки, Цвикића и Пилиповића јарак. Стригова је специфична по јединственом феномену који се дешава сваке године почетком априла. Ријеч је о мријесту рибе шкобаљ (подуст), која у великом броју плива из ријека Сане и Саве у ријеку Уну, а затим 2 km узводно у Стригову како би се мријестила у њеном кориту, гдје остаје 10 - так дана, а потом се враћа преко ријеке Уне у ријеке Сану и Саву, док један дио остаје и у ријеци Уни. Захваљујући овом феномену Стригова је једино природно мријестилиште ове рибе у региону. Поред рибе шкобаљ у рјечици Стригови се мријесте и рибе младица и клен.

### Геолошке карактеристике
Велико подручје југозападног дијела терена општине Костајница који захвата простор Малог и Великог Пастирева изграђује дебела серија „Козарачког флиша”, која дискординатно лежи
преко комплекса стијена припада доњем и средњем еоцену, а заступљена је алтернацијама ситнозрних и средњозрних пјешчара, типа аркоза и субаркоза, кварц - лискунских елерволита и рјеђе конгломерата. Преко еоценских наслага леже дискординатно трансгресивно седименти тортона заступљени услојеним лапоровитим пјешчарима и лапорима који бочно прелазе у фацију органогених кречњака. У регионалном смислу геотектоника ових простора је веома сложена. Дуж тока ријеке Уне регистрован је расјед, који шири простор, стратиграфским, фацијалним и структурним карактеристикама, дијели на два дијела - двије геотектонске јединице вишег реда: Сјеверни Динариди и Панон.

## Минерални ресурси
Подручје општине Костајница иако је невелико, ипак је богато минералним сировинама, чија је експлоатација тек дјелимично започела. Камен дијабаз, који спада у групу базних магматских стијена, се експлоатише у селу Мракодол, а користити се за добијање најквалитетнијих врста бетона, али и за израду путева и ауто путева. У селима Календери и
Побрђани откривене су резерве креде, стијене која припада групи меких, бијелих, порозних облика кречњака који се састоје од минерала калцита (CaCO3), а чија се експлоатација очекује у наредном период, а иста се користи у производњи боја и лакова, као грађевински материјал и у производњи сточне хране. Према резултатима основног геолошког истраживања може се само процијенити могућност постојања неких врста глина (цигларске, керамичке, бентонитске), техничког грађевинског камена, туфова, шљунка и пијеска.

## Становништво
|             | 2013.          | 1991.           |
| Укупно      | 5 977 (100,0%) | 6 231 (100,0%)  |
| Срби        | 4 315 (72,19%) | 4 041 (64,85%)  |
| Бошњаци     | 1 460 (24,43%) | 1 707 (27,40%)1 |
| Хрвати      | 86 (1,439%)    | 166 (2,664%)    |
| Неизјашњени | 70 (1,171%)    | –               |
| Остали      | 17 (0,284%)    | 104 (1,669%)    |
| Роми        | 6 (0,100%)     | –               |
| Југословени | 5 (0,084%)     | 213 (3,418%)    |
| Муслимани   | 5 (0,084%)     | –               |
| Македонци   | 3 (0,050%)     | –               |
| Православци | 3 (0,050%)     | –               |
| Црногорци   | 2 (0,033%)     | –               |
| Непознато   | 2 (0,033%)     | –               |
| Словенци    | 1 (0,017%)     | –               |
| Албанци     | 1 (0,017%)     | –               |
| Турци       | 1 (0,017%)     | –               |

1. 1 На пописима од 1971. до 1991. Бошњаци су пописивани углавном као Муслимани.

## Национални састав по насељеним мјестима 1991.
Национални састав насеља 1991. године, био је сљедећи:
| насеље              | Срби  | Бошњаци | Хрвати | Југословени | остали | укупно |
| ------------------- | ----- | ------- | ------ | ----------- | ------ | ------ |
| Босанска Костајница | 1.715 | 1.659   | 126    | 182         | 86     | 3768   |
| Горња Слабиња       | 154   | 0       | 0      | 0           | 0      | 154    |
| Грдановац           | 161   | 0       | 31     | 8           | 5      | 205    |
| Гумљани             | 50    | 0       | 0      | 0           | 1      | 51     |
| Зовик               | 74    | 0       | 0      | 0           | 0      | 74     |
| Календери           | 171   | 0       | 0      | 3           | 2      | 176    |
| Мракодол            | 311   | 47      | 1      | 0           | 0      | 359    |
| Мраово Поље         | 49    | 0       | 0      | 0           | 0      | 49     |
| Петриња             | 568   | 1       | 3      | 4           | 5      | 581    |
| Побрђани            | 143   | 0       | 0      | 0           | 1      | 144    |
| Подошка             | 95    | 0       | 0      | 0           | 0      | 95     |
| Тавија              | 550   | 0       | 5      | 16          | 4      | 575    |

## Привреда
За разлику од многих општина гдје доминирају трговина и остале услужне дјелатности као примарне привредне активности, на подручју Костајнице највећи број запослених и највећи раст показују предузећа из области прерађивачке индустрије. Од индустријских дјелатности развијени су капацитети из области дрвопрерађивачке, текстилне и металопрерађивачке индустрије. Већина развијених индустријских предузећа на подручју општине је извозно оријентисана.
Из области дрвопрераде издвајају се двије фирме које запошљавају преко 50
радника и највећи дио своје производње продају на инострана тржишта. „Фореста“ д.о.о. се бави производњом фурнира и ламеле, запошљава 65 радника, те извозе на тржишта Шпаније, Италије, Аустрије, Њемачке и Хрватске. „Јошне“ д.о.о. производи дрвне елементе и запошљава 62 радника, производе извозе у Њемачку и Италију. Уз ова два већа предузећа постоји велики број занатских радњи које се баве производњом дрвене столарије.
Друга најзаступљенија дјелатност је текстилна индустрија са три предузећа. „Сана Линеа“ која запошљава 111 радника, а извози у Њемачку, Словенију и Хрватску, представља предводницу те индустрије. „Текстил Станић“ запошљава 40 радника а извози на тржишта Њемачке и Италије и новоосновано предузеће „Кајак“ које запошљава 50 радника, углавном жена.
Захваљујући отварању граничног прелаза према Републици Хрватској од 2001. године примјетна је експанзија отварања трговачких радњи.

### Пољопривреда
Општина Костајница располаже значајним површинама квалитетног обрадивог земљишта, нарочито у низинском дијелу, долина Уне и њене притоке. Преко 20% укупних домаћинстава општине Костајница је регистровано као пољопривредна домаћинства. Велики проценат домаћинстава која живе у мањим насељима је регистрован као пољопривредна домаћинства, посебно у насељима
Петриња, Мракодол, Горња Слабиња, Календери, Подошка и Побрђани. Готово сва домаћинства у Мраовом Пољу су регистрована као пољопривредна домаћинства (9 од 10 домаћинстава). Најмањи проценат пољопривредних домаћинстава се регистровао у Грдановцу и Костајници (који имају мање обрадивих површина у односу на друга насеља, Костајница 319 ха и Грдановац 128 ха).
Основна ратарска култура је кукуруз, који је засијан на 59% сјетвених површина у 2011/2012. години. Традиционално, на подручју општине се у јесен сију озима стрна жита: пшеница, јечам, тритикале, затим крмно биље, а у последње вријеме пољопривредници практикују и озиму сјетву зоби. Повртларство је заступљено углавном у производњи хране за властите потребе али код дијела произвођача, постаје и комерцијално, односно све више произвођача се одлучује да производи веће количине поврћа за продају.
Од сточарства се бави велики број пољопривредника мљекарством, али због ниске откупне цијене млијека, тај број се смањује. Товом јунади бави се мањи број произвођача који годишње утове око 100 грла (појединачно 3 до 5 грла). Свињогојском производњом се бави значајан број произвођача, углавном за властите потребе. Овчарством се бави значајан број домаћинстава, али углавном са мањим бројем грла (20—30) за властите потребе и одржавање окућница.
Воћарство је једна од битнијих грана пољопривреде у овом крају. Подизање интензивних засада воћа, нарочито јабуке у задњих неколико година, резултат је интереса произвођача нарочито млађих, за овом врстом производње. На основу података са терена које је стручна служба општине надлежна за послове пољопривреде прикупила од произвођача воћа на подручју општине под интензивним засадима воћа налази се око 16 хектара земљишта.
Пчеларство није једна од значајних грана, али све већи број пољопривредника почиње се бавити са овом граном пољопривреде због њене исплативости. Пчелари су већим дијелом организовани у оквиру локалног Друштва пчелара „КЕСТЕН“ Костајница.

## Образовање
На подручју општине Костајница постоји предшколска установа вртић Кестенко. Вртић “Кестенко” почео је да ради 1. септембра 2013. године и то је релативно нова институција која прима око педесетак малишана. Ова установа нема јасличку групу, већ мјешовиту групу од 3-6 година. Објекат дјечјег вртића Кестенко у Костајници један је од најсавременијих у Републици Српској.
Основно образовање је организовано у основној школи “Петар Мећава“ у насељу Костајница и у једној подручној сеоској школи у насељу Петриња. Због смањења броја ученика у
школској 2009/10 затворено је подручно одјељење основне школе у насељу Календери (школа се сада користи као алтернативни смјештај). Зграда основне школе, која се не користи, постоји и у Побрђанима. Основна школа “Петар Мећава“ представља централну школу, јер се у њој настава изводи од првог до деветог разреда. Ова основна школа је обезбијеђена и са салом, те са школским теренима за фудбал и кошарку. У подручној школи у Петрињи има једно неподијељено одјељење, гдје се изводи настава од првог до четвртог разреда. За више разреде дјеца из ове школе путују у Костајницу.
Установа која врши образовање ученика на средњем нивоу јесте ЈУ Средњошколски центар Костајница, који се налази у Тавији. У школској 2012/2013. години похађа 348
ученика у 16 разредних одјељења и четири образовна профила:
- Гимназија- општи смјер,
- Економија, право и администрација – пословно правни техничар,
- Саобраћај – техничар друмског саобраћаја и техничар ПТТ саобраћаја, те
- Здравство и физиотерапеутски техничар.[15]

На територији општина Костајница не налази се ни једна установа која изводи наставу на високом нивоу.

## Спорт и култура
На подручју општине постоје пет спортских клубова:
- фудбалски клуб „Партизан“,
- карате клуб „Младост“,
- кошаркашки клуб „Костајница“,
- тениски клуб „Уна“ и
- клуб борилачких спортова „Тигар“.

На подручју насеља Костајница изграђена је сљедећа спортска инфраструктура: игралиште ФК „Партизан“, игралиште за мали фудбал код основне школе, игралиште за кошарку код основне школе, спортска дворана у саставу основне школе, у насељу Тавија код средњошколског центра изграђено је тениско игралиште, фискултурна дворана у саставу средње школе, игралиште за мали фудбал и игралиште за кошарку. У насељу Петриња постоји игралиште за мали фудбал.
Дјелују и двије организације младих:  
- Омладински савјет Костајнице и
- Омладински клуб „Феникс“.

Од културних институција егзистира само Народна библиотека „Невенка Станисављевић“ која реализује већину културних догађаја, и у чијем објекту су смјештени библиотека, биоскоп и такође у њеном оквиру функционише и Дјечија причаона. Дјелује и културно умјетничко друштво “Поткозарје“. Народна библиотека је смјештена у насељу Костајница, а у осталим насељеним мјестима општине нема постојећих културних институција.
Током године у Костајници се одржава неколико традиционалних манифестација
различитих садржаја: 
- „Дан општине Костајница“,
- „Духови - Силазак Светог Духа на апостоле“,
- „Тракторијада“,
- „Међународни мото сусрет- Моторијада“,
- „Лов рибе удицом на пловак“,
- „Љетна лига у малом фудбалу“,
- Кошаркашки турнир „Streetball Костајница“,
- Обиљежавање годишњице формирања „Баљске чете“,
- „Смотра паса свих пасмина“
- те најзначајнија манифестација Костајнице „Кестенијада“.

Готово све манифестације се одржавају у насељу Костајница. У Петрињи се одржава тракторијада, док се у Горњој Слабињи одржава Васкршњи турнир у малом фудбалу.

## Здравство
Здравствене услуге на подручју општине обавља Дом здравља Костајница који, поред општих услуга, пружа и већи дио специјализованих здравствених услуга. Дом здравља се налази у насељу Костајница и има задовољавајуће капацитете у кадровском смислу, али је потребно додатно улагање у савременију опрему и простор. Дом здравља има пет тимова породичне медицине. Хитна помоћ је дежурна 24 часа. Осим Дома здравља у Костајници осталих здравствених установа на територији ове општине нема. Болничке услуге за потребе грађана општине Костајница обављају болнице у Приједору, Бањој Луци и у Градишкој.

## Политичко уређење
Начелник општине представља и заступа Општину и врши извршну функцију у Костајници. Избор начелника се врши у складу са изборним Законом Републике Српске и изборним Законом БиХ. Општинску администрацију, поред начелника, чини и скупштина општине Костајница. Институционални центар Општине Костајница је насеље Костајница, гдје су смјештени сви општински органи.
Функцију начелника општине Костајница врши тренутно Никола Јањетовић испред СНСД-а, који је на ту функцију ступио након локалних избора у Босни и Херцеговини 2020. године. Састав скупштине општине Костајница је приказан на сљедећој табели.
Састав скупштине општине Костајница чине 17 одборника, који представљају грађане општине Костајница. Већина одлука се усваја простом већином гласова, то јест довољно је 9 гласова. Због великог броја политичких партија у локалном парламенту, неопходно је прављење коалиција, које су по правилу биле нестабилне и у току мандата од 4 године пуцале.
На конституивној сједници 17. децембра 2024. године поводом Локалних избора у Босни и Херцеговини 2024. године изабрано је и скупштинско руководство, гдје је за предсједника Скупштине општине Костајница изгласан Жељко Чекић, а за потпресједника Скупштине Хашим Ваљевац.

## Природне љепоте
Смјештена у чистом амбијенту готово нетакнуте природе, Костајница обилује очуваним природним љепотама. Питоми брежуљци, шума питомог кестена, бројни извори питке воде, ријечица Стригова и ријека Уна су јединствене одлике овог краја. Шума питомог кестена — питоми кестен, на подручју општине Костајница, присутан је на површини од око 400 ha. Захваљујући природном богатству шумом кестена Костајница се може похвалити манифестацијом "Кестенијада" која се одржава сваке године почетком мјесеца октобра. Током ове манифестације организују се: етно изложба женских ручних радова, дефиле костими ученика у креацијама од кестена и јесењих плодова и дегустацији печеног кестена на улицама града.

## Познате личности
- Лазар Штековић, народни херој Југославије
- Петар Боројевић, народни херој Југославије
- Петар Мећава, народни херој Југославије
- Бранко Тубић, народни херој Југославије
- Илија Кецмановић, књижевни историчар и критичар
- Ђоко Мазалић, професионални сликар
- Петар Поповић Пеција, хајдук и вођа буне против Турака у Кнешпољу
- Ранко Рисојевић, математичар, физичар, књижевник, преводилац